# Johann Friedrich Böttger
Johann Friedrich Böttger (Schleiz, Alemania, 4 de febrero de 1682 - Dresde, Sajonia, Alemania, 13 de marzo de 1719) fue un químico y alquimista alemán. Es conocido por ser uno de los primeros elaboradores de porcelana en Europa. 

## Biografía
Trabajó en los inicios de la fábrica de Meissen.
Böttger, que trabajaba como aprendiz de botica en la ciudad de Berlín, practicaba la alquimia; su fama se debió a que se afirmaba de él que era capaz de fabricar oro. Por esta razón el rey de Prusia, Federico I, quiso tenerlo a su servicio. No obstante, Böttger decidió escaparse en 1701 a Wittenberg, donde empezó a estudiar medicina. Allí le presionó el rey Augusto I el Fuerte de Sajonia, reteniéndolo como prisionero en la cárcel de Dresde, donde se le dispuso todo lo necesario para que fabricara oro. 
Böttger trabajó allí en colaboración con el matemático y físico Ehrenfried Walther von Tschirnhaus, que descubrió por casualidad, en el año 1707, la forma de fabricar porcelana roja (loza), a partir de la cual desarrolló, un año más tarde, la primera porcelana blanca fabricada en Europa. 
Esto hizo que en el año 1710 se le encomendase, tras su puesta en libertad, la dirección de la manufactura de porcelana fundada en la ciudad de Dresde. La manufactura se trasladó pronto a Meissen y alcanzó fama mundial. La revelación, por parte de Böttger, de algunos secretos de fabricación le llevaron de nuevo a prisión.
En cuanto al descubrimiento de la porcelana, se discute sobre quién la encontró. Von Tschirnhaus murió inesperadamente el 11 de octubre de 1708. A los tres días de que muriera von Tschirnhaus, alguien entró en su casa a robar y, de acuerdo con un informe de Böttger, sustrajo un trozo de porcelana. Este informe sugiere que el propio Böttger reconocía que von Tschirnhaus ya conocía la manera de hacer porcelana, una evidencia clave de que von Tschirnhaus es el inventor. 
El 20 de marzo de 1709, Melchior Steinbrück llegó para tasar las propiedades del difunto, que incluían las notas sobre la fabricación de porcelana, y conoció a Böttger en aquel momento. El 28 de marzo de 1709, Böttger acudió a Augusto II para anunciar la invención de la porcelana. Böttger fue nombrado entonces director de la primera manufactura europea de porcelana. Steinbrück se convirtió en inspector y se casó con la hermana de Böttger.

## Literatura
- Berndt List: "Der Goldmacher", Aufbau Taschenbuchverlag 2003; Berlín, ISBN 3-7466-1970-X